# Państwowy Rezerwat Przyrody Bəsitçay
Państwowy Rezerwat Przyrody Bəsitçay (azer. Bəsitçay Dövlət Təbiət Qoruğu) – rezerwat przyrody znajdujący się de iure w rejonie Zəngilan w Azerbejdżanie, zaś od czasów wojny o Górski Karabach de facto w rejonie Kaszatagh nieuznawanego państwa Republika Górskiego Karabachu.
Rezerwat utworzono w 1974 na obszarze ciągnącym się wzdłuż rzeki Bəsitçay (dopływ Araksu) na długości 15 km i szerokości 100-200 metrów. Jest to największe na świecie skupisko platanów. W ostatnich stuleciach platan wschodni na całym świecie zaczął ustępować, dlatego ważna była ochrona tego gatunku drzewa. Średni wiek drzew w rezerwacie to 170 lat, ale są i takie, które osiągają 1200 – 1500 lat. Najwyższe mają 50 m wysokości i 4 m średnicy.
Oprócz platanów, w rezerwacie występuje dąb (Quercus iberica) i grab oraz rosnący na górzystym płaskowyżu wiązowiec (Celtis caucasica), jałowiec (Juniperus polycarpos) i pistacja.